# اندیس سه چاه
سه چاه یک اندیس فلزی است که در حوالی شهر بزار استان کرمان قرار دارد و مادهٔ معدنی موجود در آن، سرب و روی است.  